# 국제 농구 협회
국제 농구 협회(International Basketball Association, IBA)는 미국의 농구 리그이다. 야구의 마이너 리그와 같은 개념이다. (즉, NBA가 메이저 리그 개념이라는 뜻이다.)

## IBA 참가했던 팀
| 구단명                     | 연고지                    | 리그참가 연도 |
| -------------------------- | ------------------------- | ------------- |
| 빌링스 림로커스            | 몬태나주 빌링스           | 1998년~2001년 |
| 블랙힐 골드                | 사우스다코타주 래피드시티 | 1999년~2000년 |
| 블랙힐 파시                | 사우스다코타주 래피드시티 | 1995년~1998년 |
| 다코타 위저즈              | 노스다코타주 비즈마크     | 1995년~2001년 |
| 디모인 드래건즈            | 아이오와주 디모인         | 1997년~2001년 |
| 파고-무어헤드 비즈         | 노스다코타주 파고         | 1995년~2001년 |
| 맨스필드 호크스            | 오하이오주 맨스필드       | 1998년~1999년 |
| 매직시티 스노베어스        | 노스다코타주 마이놋       | 1996년~2001년 |
| 래피드시티 스릴러스        | 사우스다코타주 래피드시티 | 1998년~1999년 |
| 로체스터 스키터스          | 미네소타주 로체스터       | 1998년~2000년 |
| 세인트클라우드 락앤 롤러스 | 미네소타주 세인트클라우드 | 1995년~1996년 |
| 세인트폴 슬램!             | 미네소타주 세인트폴       | 1996년~1998년 |
| 설라이나 래틀러스          | 캔자스주 설라이나         | 2000년~2001년 |
| 서스캐처원 호크스          | 서스캐처원주 새스커툰     | 1999년~2001년 |
| 수랜드 바머스              | 오하이오주 수시티         | 1999년~2001년 |
| 사우스다코타 골드          | 사우스다코타주 미첼       | 2000년~2001년 |
| 위니펙 사이클론            | 매니토바주 위니펙         | 1995년~2001년 |
| 위스콘신 블래스트          | 위스콘신주 애플턴         | 1997년~1999년 |
| 영스타운 호크스            | 오하이오주 영스타운       | 1999년~2000년 |

## 같이 보기
- 컨티넨탈 농구 협회
- 국제 농구 리그 (1999년)